# Валовое национальное счастье
Валовое национальное счастье (ВНС) — холистическая мера качества жизни, которая, в отличие от валового внутреннего продукта (ВВП) включает моральные и психологические ценности. Термин произошёл от английского выражения «Gross National Happiness», как противопоставление «gross national product».
Понятие валового национального счастья (ВНС) было введено в Королевстве Бутан в качестве альтернативы валовому внутреннему продукту (ВВП) для оценки уровня неэкономического развития страны. Уровень удовлетворённости населения систематически отслеживается специально созданным Министерством счастья. До 2017 года применение данной концепции в других государствах не фиксировалось, однако впоследствии случаи использования аналогичной методологии были отмечены в ряде стран. Правовой статус Министерства счастья закреплён в статье 9 Конституции Бутана

## Описание

### История понятия и ситуация в стране
Данное понятие было введено в обиход в качестве неофициальной государственной философии Бутана четвёртым королём этой страны Джигме Сингье Вангчук в 1972 году. «Счастье народа важнее процентов валового внутреннего продукта», — сказал король. Смысл этого понятия для Бутана состоит в развитии такой экономики, которая соответствовала культуре Бутана, основанной на буддийских духовных ценностях. Практически «валовое национальное счастье» реализуется через пятилетнее планирование развития экономики, при котором прогресс осуществляется медленными шагами, стараясь поддерживать и не разрушать традиционные ценности: семью, культуру, природу, буддийскую религию.
К началу правления короля Джигме Сингье Вангчука Бутан представлял собой изолированное от мира государство. Страна ещё не завершила процесс присоединения к Организации Объединённых Наций, не была представлена в большинстве международных организаций, а денежное обращение почти отсутствовало. Грамотность населения оставалась крайне низкой, а инфраструктура, автомобильные дороги, связь, телефонная связь и электроснабжение, были слабо развиты.

### Основные реформы по ВНС
Ниже приведены примеры реформ Бутана, связанных с этой программой:
- Упрощение церемониала и этикета, отмена жёстких правил этикета, связанных с простиранием до земли перед Королём и высшими должностными лицами, введение праздничной церемониальной одежды для посещения дворцов и дзонгов.
- Открытие страны для туризма с введением высоких пошлин на туризм и ограничением количества выдаваемых виз.
- Реформа образования. Введение многоступенчатой системы образования на базе интернатов по всей стране (значительная часть бутанцев живёт в небольших поселениях или отдельно стоящих домах, поэтому для детей требуется организация интернатов).
- Обязательное обучение английскому языку, использование учителей-добровольцев из западных стран.
- Отбор на конкурсной основе лучших выпускников школ и колледжей для обучения за границей (в Индии, США, Сингапуре, Европе).
- Привлечение в индивидуальном порядке иностранных консультантов по вопросам модернизации, экологии, медицины и управления.
- Повсеместная государственная опека буддийских монастырей и храмов. Поддержание в чистоте и порядке чортенов и ступ.
- Поддержание чистоты на улицах городов и поселений. Выращивание цветов.
- Строительство минимальных автодорог для связи между крупнейшими дзонгами, чтобы не повредить при этом окружающей среде.
- Социальная программа заботы о стариках при монастырях.
- Организация беспроводной  телефонной связи по всей стране.
- Применение малых гидроэлектроустановок для производства электричества.
- Охрана природы. Почти половина территории Бутана объявлена национальными парками, где запрещена охота. Лесное ведомство занимается выращиванием лесов на лысых склонах гор и планированием лесозаготовок для нужд населения без излишнего ущерба окружающей среде.
- Запрет курения по всей стране. Запрет химических удобрений и химических ингредиентов.[уточнить] Запрет экологически вредных производств.

## Критика и текущая ситуация в стране
Многим из этих вопросов в соседних странах региона (Непал, Индия, Бангладеш, Мьянма) не уделяется достаточного внимания, отчего возникают серьёзные социальные проблемы.
Данная система медленных реформ и государственного регулирования постепенно приносит результаты. Бутан показывает стабильный рост экономических показателей. При этом существуют существенные разногласия в оценке численности населения по данным властей Бутана (около 700 тыс. человек) и международных экспертов (до 2,5 миллиона человек). Проверить эти цифры сложно из-за закрытости государства.
Также малоизвестны для иностранцев внутренние волнения в стране (Ассамская операция) и борьба правительства с ними путём изгнания людей из страны.

### На английском языке
- Сервер «Валовое национальное счастье» с планированием развития Бутана и пятилетними планами
- Layard, Richard (2005), Happiness: Lessons from a new Science, The Penguin Press
- Nadia Mustafa, Time, 10 января 2005, «What About Gross National Happiness?»  Архивная копия от 11 марта 2007 на Wayback Machine
- Rajni Bakshi, Resurgence, 25 января 2005, «Gross National Happiness»
- «Gross National Happiness — a set of discussion papers», Centre for Bhutan Studies   (недоступная ссылка с 26-05-2013 [4340 дней] — история, копия)
- Institute of Empirical Research in Economics, Zurich University  — Working papers  search with «happiness»
- Frank Dixon, Innovest Inc. February 2004, «Gross National Happiness: Improving Unsustainable Western Economic Systems»   (недоступная ссылка с 26-05-2013 [4340 дней] — история, копия)
- BBC Story of Bhutanese Refugees
- A New Measure of Well-Being From a Happy Little Kingdom, The New York Times, 4 октября 2005